# Dan D'Autremont
Pour les articles homonymes, voir D'Autremont.
Daniel H. (Dan) D'Autremont, né le 28 décembre 1950, est un homme politique provinciale Canadien. 
Depuis 1991, il est le député représentant la circonscription électorale de Cannington à l'Assemblée législative de la Saskatchewan sous la barrière du Parti Saskatchewanais.